# 清史館
39°54′59″N 116°24′04″E / 39.916255°N 116.401137°E
| 中國二十四史 | 中國二十四史   | 中國二十四史 | 中國二十四史 | 中國二十四史 |
| 次序         | 書名           | 作者         | 作者         |              |
| 次序         | 書名           | 姓名         | 時代         |              |
| ------------ | -------------- | ------------ | ------------ | ------------ |
| 1            | 史记           | 司馬遷       | 西漢         |              |
| 2            | 汉书           | 班固         | 東漢         |              |
| 3            | 后汉书         | 范曄         | 劉宋         |              |
| 4            | 三國志         | 陈寿         | 西晋         |              |
| 5            | 晋书           | 房玄龄等     | 唐           |              |
| 6            | 宋书           | 沈约         | 蕭梁         |              |
| 7            | 南齐书         | 萧子显       | 蕭梁         |              |
| 8            | 梁书           | 姚思廉       | 唐           |              |
| 9            | 陈书           | 姚思廉       | 唐           |              |
| 10           | 魏书           | 魏收         | 北齐         |              |
| 11           | 北齐书         | 李百药       | 唐           |              |
| 12           | 周书           | 令狐德棻等   | 唐           |              |
| 13           | 南史           | 李延寿       | 唐           |              |
| 14           | 北史           | 李延寿       | 唐           |              |
| 15           | 隋书           | 魏徵等       | 唐           |              |
| 16           | 旧唐书         | 刘昫等       | 后晋         |              |
| 17           | 新唐书         | 欧阳修等     | 北宋         |              |
| 18           | 旧五代史       | 薛居正等     | 北宋         |              |
| 19           | 新五代史       | 欧阳修       | 北宋         |              |
| 20           | 宋史           | 脱脱等       | 元           |              |
| 21           | 辽史           | 脱脱等       | 元           |              |
| 22           | 金史           | 脱脱等       | 元           |              |
| 23           | 元史           | 宋濂等       | 明           |              |
| 24           | 明史           | 张廷玉等     | 清           |              |
| 相關         | 東觀漢記       | 劉珍等       | 東漢         |              |
| 相關         | 新元史         | 柯劭忞       | 民國         |              |
| 相關         | 清史稿         | 趙爾巽等     | 民國         |              |
| 相關         | 點校本二十四史 | 顧頡剛等     | 共和國       |              |

清史館，设立于民国三年（1914年），是中华民国北京政府设立的纂修清史的机构，修成《清史稿》。

## 成立
民国三年（1914年）春，北京政府国务院呈请设立清史馆，纂修清史。国务院呈文称：“在昔邱明受经，伯靥司籍，春秋而降，凡所陈之递嬗，每纪录而成编，是以武德开基，颜师古聿修隋史，元祐继统，欧阳修乃撰唐书。盖时有盛衰，制多兴革，不有鸿篇巨制，将奚以窥前代之盛，备后世考镜之资。况大清开国以来，文物灿然，治具咸饬……惟是先朝纪载，尚付阙如，后世追思，无从观感。及兹典籍具在，文献未湮，尤宜广召耆儒，宏开史馆，萃一代人文之美，为千秋信史之征。兹经国务会议议决，应请特设清史馆，由大总统延聘专员，分任编纂，总期元丰史院，肇启宏规，贞观遗风，备登实录，以与往代二十四史，同昭垂鉴于无穷。”
同年3月9日，大总统袁世凯发布大总统令，批准国务院的呈请。大总统令称：“应即准如所请，设置清史馆，延聘通儒，分任编纂，踵二十四史沿袭之旧例，成二百余年传信之专书。”
同年8月，袁世凯派贴身秘书吴璆，携亲笔信赴青岛，礼聘前清东三省总督赵尔巽为清史馆馆长。馆址设在紫禁城东华门内，房屋一百余间，库房一座（即原来的国史馆书库，后成为清史馆书库），原是清朝国史馆和会典馆馆址。9月1日開館，清史馆遂正式成立。

## 人员
赵尔巽接受聘任后，随即延聘人员入清史馆，开始编纂清史，先后聘任编纂人员一百余人进清史馆，另聘名誉总纂、纂修顾问等近百人。
清史馆聘任的编纂人员有：
- 馆长：赵尔巽（1927年赵尔巽病逝，由柯劭忞代理馆长）
- 总纂：郭曾炘、沈曾植、宝熙、樊增祥、柯劭忞、吴廷燮、缪荃孙
- 纂修兼总纂：李家驹、劳乃宣、于式枚、金兆蕃、吴士鑑、李瑞清、耆龄、陶葆廉、于式棱、王乃征、谢远涵、朱钟琪、温肃、杨钟羲、袁励准、万本端、邓邦述、秦树声、王大均、章钰、王式通、顾瑗
- 协修：宋书升、唐晏、宗舜年、李葆恂、安维峻、张仲炘、俞陛云、姚永朴、罗惇曧、吴广霈、袁金铠、吴怀清、张书云、张采田、张启后、韩朴存、陈敬第、陈毅、袁嘉谷、蓝钰、李岳瑞
  - 后来添聘者：马其昶、唐恩溥、刘师培、黄翼曾、夏曾佑、王树枏、夏孙桐、吴昌绶、奭良、瑞洵、姚永概、戴锡章、朱师辙、邵瑞彭、檀玑、刘树屏、何震彝、陈曾则、陈田
  - 受聘未到或到馆未久者：简朝亮、袁克文、朱孔彰、王崇烈、陈能怡、方履中、商衍瀛、秦望澜、史恩浩（培）、唐邦治、陈曾矩、吕钰、余嘉锡、王以慜
- 校勘兼协修：王庆平、齐忠甲、吴璆、叶尔恺、田应璜、李景濂、傅增淯、何葆麟、（骆）成昌、徐鸿宝、赵世骏、杨晋、金兆丰、胡嗣芬、朱希祖、李哲明、朱方饴
- 提调：陈汉第、李经畬、金还、周肇祥、邵章
- 收掌：谢绪璠、黄葆奇、尹良、王文著、尚希程、容濬、曹文燮、文炳、孟昭墉
- 收掌校对科长：董峻清、周仰公、秦化田、金善、刘景福、赵佰屏、史锡华、曾恕传、诸以仁、惠澂、胡庆松、刘济、伍元芝、锡荫、张玉藻、金梁[1]

上述受聘者131人，实际到馆工作者共117人，其中撰稿者共68人，收掌、提调等共30余人。
除了上述人员外，还有名誉总纂、纂修顾问一百多人，兹不一一列举。
清史馆的人员可以分为前后三期，分别是：
- 第一期：1914年－1916年。该期修史体例初步确定，开馆经费充裕，所以撰稿人最多，共有66人到馆（总纂8人，纂修15人，协修43人）。但是由于组织无序，人员到馆、离馆无人过问，所以许多人不辞而别，没有留下撰稿。
- 第二期：1917年－1926年，该期清史馆受政局影响，经费枯竭，薪水逐渐减少，停薪自去者很多，撰稿人仅24人，新增聘协修2人，共计撰稿人26人（总纂8人，纂修7人，协修11人）。该期东华门经常关闭，馆务基本停止，撰稿人的工作属于半尽义务性质。
- 第三期：1926年－1928年，该期清史馆仅14人留守撰稿（总纂4人，纂修3人，协修7人）。[1]

当时对撰稿人的标准是“当有学术文章，能通史例为上选，而以有文采兼能潜心撰述者为次。”实际上撰稿人以清朝正途出身的官员居多，少数旗人则因祖辈、父辈功荫为官。主要撰稿人多是文人和官员，由赵尔巽主宰，其中文人以桐城古文派为主，外加一些旗籍文人。在撰稿过程中，桐城派文人多主文，主撰汉传、列传；旗籍文人多主义，主撰满传、本纪。清史馆人员虽然“远不如修明史人才”，然而主要撰稿者特别是第三期撰稿人中，多为清朝遗臣，尤其是清朝文人，相互关系十分密切，这为清史馆在军阀混战、经费枯竭的情况下修成《清史稿》提供了条件，“在馆之员，等于半尽义务，皆为赞成清史必成之人”。
清史馆无明确统一的管理制度及组织制度，人员无固定编制，全体人员均为聘请。其中重要人员由馆长致函或者拜见而直接聘请，例如赵尔巽上任初期，即亲访夏孙桐，请他出任总纂。聘请政府官员时，通常由馆长致函其所在单位，委此单位选定某人以后，再以清史馆的名义聘请。各地方征集材料的访员，则由该地方公署负责遴选，经清史馆同意之后聘请。
清史馆人员根据各自特长分任功课。编纂人员均不住馆，所撰的稿件定期交清史馆，一般为“两月一课”。清史馆人员的薪金相差悬殊；不能按时交稿或者稿件不能用者，停发薪金。临时抄稿则按字数给酬。所聘的各地访员、兼职专员适量给以报酬，例如山东省公署规定称，“访员纯属名誉职，但得酬量情形，援照国史馆办法，按月给予纸笔车马费。”

## 工作

### 体例确定
《清史稿》体例的讨论制定，大概经过两阶段。第一阶段为清史馆内外人员上条陈提建议。第二阶段为组织讨论、拟订史目，该阶段又分成两个步骤：一、清史馆内讨论并拟订草目，二、清史馆向社会公布拟订的草目、修改补充、确立史目。
第一阶段，清史馆内外人员陆续致信清史馆或者馆长赵尔巽，提出体例方面的建议。“当开馆之初，首先讨论体例，时建议者众。”“体例未定，建议蜂起。”主要建议有：
- 于式枚、缪荃孙、秦树声、吴士鑑、杨钟羲、陶葆廉《拟开馆办法九条》。
- 梁启超《清史商例第一、二书》。
- 吴廷燮《清史商例》。
- 金兆蕃《拟修清史略例》。
- 吴士鑑《陈纂修体例》。
- 袁嘉谷、陈敬第《陈清史凡例商榷》。
- 朱钟琪《拟修清史目例》。
- 袁励准、王桐龄《上纂修清史管见书》。
- 张宗祥《陈纂修清史管见数则》。
- 朱希祖《清史宜先修志表而后纪传议》。
- 刘树屏《陈述邦交志意见书》。
- 卢彤《条陈征集书籍及分类纂修办法》。[1]

第二阶段，清史馆对纂修体例进行讨论，“馆中集会数次”，主要涉及下述问题：
- 史体定位：国务院之呈请以及袁世凯的大总统令中，将清史定为“踵二十四史”之作。在第一阶段的清史馆内外人员建议中，也多认为所修清史“为结束二十四史之史，清史以后体例如何，自当别议”，清史应为“与二十四史并列之书。”所以绝大多数人建议采用传统的纪、志、表、传旧史体。大家对纪传体认为“一代之史，实以纪传包括为宏，故后述目录者，皆以斯体为首，名曰‘正史’。”“史记为正史之祖……今修清史，于世家考谱之类，皆无所取，自当以纪志表传四者为定。”梁启超提出新体，即采用载记、年表、志略、传记组合成的综合体例，但实际上也未超出纪传志表的旧史体结构。因“梁启超所言尤繁伙，然多不中义例”，而“各家所上史例，多数偏于旧史体裁”，故讨论结果“众以清史为结束旧史之时，不仿依据旧史，稍广类目，大体近法明史，而稍有变通”。[1]
- 史目确定：体例的讨论主要是史目的讨论制定。一是组织清史馆内人员，就清史馆内外人员提议的例目展开讨论，并采用多数人建议，拟订草目。二是将草目公诸报端，交给社会评议。清史馆最终修改补充，确立史目。1915年，湖南省立第一师范学校国文教员易培基在见到公布的例目之后，在《甲寅杂志》1915年第一卷第6号发表了《清史例目证误》一文，文中称：“曩于报端，见缪君荃孙所编清史例目，误漏逢午，触目皆是。”易培基所见的缪荃孙所拟清史例目，并不是缪荃孙和于式枚等人合上的《拟开馆办法九条》中的拟目，当属清史馆初拟的例目，该例目为：[1]

- 纪12篇：太祖至宣统。
- 志19篇：天文志、灾异志、时宪志、地理志、国语志（附国书）、氏族志、礼志、乐志、舆服志（附卤簿）、选举制（下分制科、文科、武科、学校、荐擢、推选、封选、封荫、考绩、捐纳）、职官志（下分官制、内官、外官、内务府、宦官、女官）、食货志（下分户口、田制、赋役、漕运、仓库、盐法、茶法、钱法、矿产、俸饷、征榷、国用）、河渠志、兵志（下分八旗、绿营、防军、乡兵、土兵、水师、海军、边防、海防、训练、制造、马政）、交通志、刑法志、艺文志、邦交志、外教志。
- 表9篇：诸王世表、公主世表、外戚世表、诸臣封爵世表、藩部世表、宰辅年表、部院大臣年表、疆臣年表、交通年表。
- 列传19篇：后妃列传、诸王列传、诸臣列传、循吏列传、儒林列传、文苑列传、畴人列传、忠义列传、孝友列传、明遗臣列传、隐逸列传、艺术列传、烈女列传、卓行列传、货殖列传、土司列传、客卿列传、属国列传、叛臣列传。

清史馆听取社会意见之后，对草目进一步修改，最终确定了《清史稿》的目录：

- 纪12篇：太祖至宣统。
- 志16篇：天文志、灾异志、时宪志、地理志、礼志、乐志、舆服志、选举制、职官志、食货志、河渠志、兵志、刑法志、艺文志、交通志、邦交志。
- 表10篇：皇子世表、公主表、外戚表、诸臣封爵世表、大学士年表、军机大臣年表、部院大臣年表、疆臣年表、藩部世表、交聘年表。
- 传15篇：后妃、诸王、列传不立目、循吏、儒林、文苑、忠义、孝友、遗逸、艺术、畴人、烈女、土司、藩部、属国。

- 史例确定：包括纪、传、志、表的撰写方式、格式、顺序，及用字、加注等等。经过讨论，清史馆大体以于式枚等6人《拟开馆办法九条》的建议为主，兼采他人建议。总体上对史例所议颇多，但形成统一规定者较少，还有的“当时议定凡例，而有遵有不遵。”[1]

### 史料来源
清史馆开馆初期，于式枚、吴士鑑、袁嘉谷、张宗祥、卢彤等人，均建议搜集档案、博采书籍。馆长赵尔巽曾经致函教育部名誉撰修云章，请教育部派专员协助调查档案，该函称：“史馆初开，以考献征文为急务，官书而外，惟朝章宪典之宜求总汇，虽在中枢，考证必资档案……拟请执事就部员中，妙选通才，遴委一二员，遥襄史局，专任馆务。”有人还建议，为征集史料，应“重以酬金”。但后来清史馆在纂修工作中，史料收集非常有限，清朝档案大多未能利用。清史馆利用的史料主要有：
- 档案：
  - 国史馆大库档案：包括各朝实录、起居注、方略、国史馆编纂的满汉臣工传、忠义传、儒林传、文苑传、循吏传、列女传等传、天文地理诸志、各省方志等等。 清史馆用得最多的档案，是清朝国史馆为撰修清朝国史而采编的各类史料，主要包括传稿册、履历片、履历清册、行状、奏稿、年谱、祭文、咨文等等，其中除了传稿之外，其他均摘录自官方文书。[1]
  - 军机处档案：朱师辙《清史述闻》称，当时此批档案“存国务院秘书厅第一科，史馆曾行文索取，国务院政事厅以办公须用未允。故史馆纂述各员未见。”所以清史稿仅极少数人利用过其中的鸦片战争及白莲教档。[1]
  - 其他：例如方略馆档案、内阁大库档案、内务府档案、国子监档案、各部院及各省督抚署档案。虽然当时有不少人建议利用这些档案，但因这些档案尚未整理，又有档案归属等问题，所以清史馆的撰稿人均未能利用。清史馆撰稿人在撰稿过程中，参照了《清实录》、《清会典》、《圣训》、《东华录》等官修及私修的史书。[1]
- 采访书籍：清史馆本来拟征集书籍，即各类图书、各埠报章、名人事略、各省地方志、各省舆图、名人手札小照等等，并制定了《清史馆征书章程》[5]，行文中国各省。此后，江苏省、浙江省设采访局；云南省、甘肃省、山东省等省则设专门访员，如山东省长公署曾为此制定《清史馆访员征集史材办法》12条。中国第二历史档案馆收藏的清史馆档案中，便有一些当时各省呈送的相关人员行状册等材料。但或许因其史料价值不大，经过同《清史稿》内容相对照，可见这些资料多未被采用。此外，当时有些地方还有私人呈送书籍至清史馆；京师大学堂图书馆、江苏图书馆、浙江图书馆也均呈送书目及史料到清史馆。[1]

### 政府支持
北京政府设清史馆修清史，从经费、人员、资料等方面均对清史馆给予了较大支持。
在人员方面，袁世凯准开清史馆，本有羁靡前清遗老之意，故赵尔巽获聘出任馆长时，提出“往代修书，即以养士，欲援曩例，以絷逸贤”，获得袁世凯同意，并拨给足额经费，由赵尔巽广聘人员，特别是清朝的耆儒。经政府支持，清史馆还从政府机关聘请了不少专员、访员，负责修清史的联络、资料征集等工作。例如清史馆先聘请教育部执事于仲汉任名誉撰修，后来教育部又派佥事吴震春、兼任秘书陈任中为专员，专任清史馆调查案卷之事。各地方如山东省等省份，则选派访员，专门负责征集史料。
在经费方面，北京政府主要在前期对清史馆投入大量经费。1914年到1916年，袁世凯执政时期，中央政府财政收入几乎为零，但拨给清史馆的经费仍较为充裕，每月拨10多万银元，清史馆人员中每月薪金最高者达到600银元。经费主要来自北京政府的“善后大借款”。1914年5月17日，北京政府审计院在咨财政部“催清史馆速交开办以来各月支出计算书事”中称：“该馆本年三、四两月经费，系由善后借款项下开支。”1916年袁世凯逝世后，中间历经张勋复辟，北京政府财政困难，清史馆经费顿时减少10万元，其后逐渐递减，清史馆经费每月仅三、四千元，有时还常用国库券、公债券代之。再后来竟无经费拨给清史馆。经费减少导致编纂人员纷纷离去，从第一期撰稿人66人减少到第三期14人。到编纂工作的最后阶段，清史馆所余的十多人等于半尽义务，连抄稿费都无着落，最终赵尔巽向张作霖、吴佩孚、张宗昌等人募捐，方才勉强维持了清史馆的运作。这些募捐款主要用于后期对书稿的整理、校对、刊刻。因经费有限，仅能勉强将书印出，清史馆剩余十多人的薪水仍然无着。书印出之后，按照预约价每部书为100元，有人曾提议按该价将书分给各位编纂者，以偿拖欠许久的薪金，后来由于遭到多数人反对而未实行。
在其他方面，北京政府主要在办公场所及资料方面提供了支持。政府将东华门内清朝国史馆办公处及会典馆作为清史馆的办公场所。在政府支持下，清史馆还得以向各省、各衙门征集档案、书籍等等资料，并得以利用清朝国史馆的档案。

### 纂修过程
《清史稿》的纂修大致可分三个阶段：
第一阶段：自清史馆开馆到民国九年（1920）初，主要是编纂初稿。清史馆开馆初期，先后延聘130多人，实际到馆者80多人，分别担任提调、总纂、纂修、协修、校勘等职务。民国五年（1916年）、民国六年（1917年）时，成稿最多。1917年夏，张勋复辟，清史馆受战争影响闭馆数月，撰稿工作停顿。恢复之后，因经费已经减少，撰稿人大多散去，“消息阒寂，无人闻问”。该阶段撰成的史稿主要包括：
柯劭忞撰天文志、时宪志，吴廷燮撰诸大臣年表、部分本纪及地理志内外蒙古七卷，缪荃孙撰儒林传、文苑传、康熙朝大臣传、土司传，金兆蕃撰太祖、太宗、顺治朝列传及列女传，吴士鉴撰地理志贵州、新疆各一卷、宗室世系表、公主表、皇子世表及艺文志初稿，袁励准撰部分列传（后全未采用），万本端撰礼志、舆服志，邓邦述撰太祖、太宗本纪及光绪、宣统朝大臣传，秦树声撰地理志直隶卷，王大钧撰嘉庆朝列传，章钰撰忠义传、艺文志，俞陛云撰兵志与部分列传，姚永朴撰部分列传及食货志盐法卷，罗惇曧撰交通志，吴广霈撰邦交志、地理志安徽一卷及部分列传，吴怀清撰地理志陕西一卷、食货志征榷卷，张书云撰礼志并补辑舆服、选举二志，张采田撰地理志江苏卷、刑法志、乐志、后妃传等，张启后撰选举志、交通志，韩朴存撰地理志东三省卷、属国传，蓝钰撰地理志云南一卷，李岳瑞撰部分列传，叶尔恺撰宗教志之喇嘛教、基督教、回教各一卷，田应璜撰地理志山西一卷，李景濂撰部分列传（后未采用），成昌撰氏族志之满洲、蒙古、汉军三卷（后因《清史稿》删氏族志而未用），金兆丰撰地理志之浙江一卷及光绪、宣统朝列传，李哲明撰部分列传及食货之田制一卷，马其昶撰光绪、宣统朝大臣传，唐恩溥撰地理志之广东、湖南二卷，刘师培撰出使大臣年表，黄翼曾撰部分列传，王树枏撰咸丰、同治朝大臣传，夏孙桐撰嘉庆、道光朝列传及循吏传、艺术传，奭良撰部分列传，瑞洵撰部分本纪，戴锡章撰邦交志，朱师辙继其父朱孔彰撰咸丰、同治、光绪朝列传并补儒林、文苑各传共170余篇，唐邦治撰军机大臣年表，等等。
清史馆内当时设有功课簿，在纪、志、表、传等有大致分工。其中列传撰稿人最多，每朝均设有主体撰稿人，但每朝均出自众人之手，撰传的人许多都不谙习史例，还有的请人代撰，代撰之人有些更不懂得史例，所以稿件不能用者很多。这第一阶段如同一盘散沙，“虽议有体例，而无总阅之人，总纂与协修等皆无联络统系，故人自为政，总纂与协修实平等，稿之能用与否，无人过问。”后来，李景濂撰吴汝纶传，冗长之至，印出示众后，众人称该传有违史例，李景濂乃自请告退。馆长赵尔巽此后方才稍加重视，开始对稿件质量加以甄别。
第二阶段：1920年三月到1926年秋，主要是“整理收束史稿”即统稿，并且加聘邵章为提调，“专司其事，与撰稿各员接洽”。1918年缪荃孙到北京后，随即提议“先拟定传目，以时代为段落择人分任”，但当时未获采纳。1920年三月，史稿初备，遂进行整理，“有西馆编比之举”。1922年初，清史馆召开了一次有关统一列传的会议，与会者包括柯劭忞、王树枏、夏孙桐、马其昶、姚永朴、奭良、金兆蕃、张尔田、金兆丰、王大钧、邵章等十多人，议决办法十多条，并且议定全传脱稿期以该年农历十二月为期限，分成农历四月、七月、十二月终三期交稿。当时在馆人员仅有二十多人，会上做了分工，由柯劭忞、金兆蕃、奭良任国初，奭良并任诸王传；缪荃孙、吴士鉴任顺康（吴士鉴未到，缪荃孙旋即去世，乃以张尔田任之）；金兆蕃独任雍乾；夏孙桐任嘉道，以王大钧、朱师辙协助；王树枏、柯劭忞任咸同，以朱师辙协助；马其昶任光宣，以邓邦述、金兆丰、姚永朴协助。此次会议仍未能统一撰者（统稿人）的工作准则，议定的凡例也有不遵行者，工作进度不一，经过两年才勉强完成。而咸同光宣四朝的稿件仍不合用，清史馆乃推柯劭忞、夏孙桐再行整理，柯劭忞又委托金兆蕃，但因政局动荡，清史馆没有经费，夏孙桐、金兆蕃二人均未着手整理，所以后来《清史稿》刊印时，光宣诸传仍然采用初稿。在列传之外，纪、志、表等本来多有专撰之人员，此时仍在清史馆者继续编订，离馆诸人的稿件则大多未加整理。所以第二阶段统稿，主要是对列传进行统稿，到1925年“已有大段结束”。此时“复再议修正”，由于人员更少，经费无着，所以已经难以进行。
第三阶段：1926年9月到1928年5月，是聚稿刊行。1926年秋，全稿初具，馆长赵尔巽因年老力衰，希望早日结束编纂，故向张作霖、张宗昌等人筹得款项，准备将全稿刊印。当时清史馆中有些人员以为史稿尚未经过总阅审定，错漏之处很多，不便很快刊印。1927年初，清史馆集中了尚留在馆内的柯劭忞等十多人，分工展开终审定稿：柯劭忞、奭良、金兆蕃、李哲明总阅本纪；王树枏、吴怀清、俞陛云、金兆丰、戴锡章、朱师辙等人总阅各志；吴廷燮总阅表；夏孙桐、金兆蕃总阅列传，其中金兆蕃任乾隆之前，夏孙桐任嘉庆之后；汇传由夏孙桐任循吏传、艺术传，章钰任忠义传，柯劭忞任儒林传、文苑传、畴人传，其他各传均归金兆蕃审阅。全部史稿计划三年终审定稿。但“甫逾半年”，到1927年中，赵尔巽突提议将全稿立即付印，且赵尔巽在“病中尤急不可待”，清史馆人员虽有不同意见，但恰逢联系筹款的袁金铠来到北京，赵尔巽乃将经费交袁金铠，委托其刊印。赵尔巽在发刊词中说：“此稿乃大辂椎轮之先导，并非视为成书也”，故名之《清史稿》。议定之后，催促编审各员加快进度，每卷完成，随即交馆刊印，计划用一年时间刊印完成。袁金铠遂召来金梁为总校，正式开始刊印。同年九月，馆长赵尔巽病逝，柯劭忞代馆长，因和袁金铠、金梁的意见不一致，遂“交稿不阅，即付金手”。由于国民革命军北伐进展很快，所以清史馆又将刊印期缩短为十个月。大批书稿未及审阅修订，即交付刊印，例如光宣列传、艺文志等等都是采用未经审阅的旧稿，曾国藩、左宗棠、李鸿章的专传，在印书即将结束时尚未审阅修订完毕，金梁遂直接采用初稿付印。这次刊印共536卷。1927年12月印出了各朝本纪以及一部分志、表、列传，共计50册。1928年5月，印出了其他部分共计81册。当时共刊印1100部，其中金梁运往山海关外400部，称为“关外本”。剩余的700部，因为清史馆人员发现金梁在刊印前私自增改稿件，所以又进行了抽改，形成“关内本”。第三阶段工作极为薄弱，多数稿件未及详细审阅，甚至根本没有审阅，而且由于始终没有总阅之人，所以已经审阅的稿件也不能视为终审定稿。《清史稿》以“未成之稿，遽以流行”。

## 结束
《清史稿》刊印之后，受到各方潮水般的批评。1928年北伐胜利后，故宫博物院接收清史馆，随后组织人员对《清史稿》进行了初步检阅审查，1929年12月14日具呈行政院，称《清史稿》错谬之处很多，“计反革命、反民国、藐视先烈、体例不合、简陋错误等，十有九项”，认为“为今之计，宜将背逆之《清史稿》一书永远封存，禁其发行”。南京国民政府遂将《清史稿》定为禁书，不准刻印及发售。

## 清史馆书库
清史馆书库，又称清史馆大库，是清史馆保存编修清史用的档案资料的库房。该库原为清朝国史馆书库，位于紫禁城东华门内。
乾隆三十年，重设国史馆，此后成为常设机构。1914年，北京政府在国史馆旧址成立清史馆之后，国史馆书库也转归清史馆。清史馆在馆长赵尔巽的主持下，组织近百人，利用该库收藏的档案资料，经过14年，于1927年编成《清史稿》。书成之后，清史馆停办。1928年6月，南京国民政府派易培基接收故宫，清史馆大库也在同年6月28日被接收，全部档案被封存。1929年10月，该库内的档案、图书分别交故宫博物院文献馆、图书馆保管。故宫博物院文献馆遂将该库的档案集中到南三所分类整理。
存于该库的档案主要为乾隆三十年后收集而来的档案及清朝国史馆编纂的稿本，还有少量档案是清史馆时期修撰的稿本以及收集而来的档案。这些档案中包括：“各处咨送的运河奏折档、考察宪政奏折档、八旗公侯伯袭职档等；从内阁借调的史书、丝纶簿、纶音簿、外纪档等；从军机处抄录的上谕档、月折档、奏议档、议复档、奏折档、奏事档、廷寄档等；国史馆编的长编、本纪、传、表、志； 清史馆编的传、表、志；清历朝所修实录稿本、起居注稿本和内起居注、列传稿本；官员履历以及人事、经费、庶务档案，已故官员事迹、旌表节妇等档案。”
1933年，故宫博物院文献馆档案南迁，清史馆大库档案共83箱随迁，1949年之后陆续运回。中华人民共和国成立以后，清史馆大库仍为保存明朝、清朝历史档案的库房之一。1962年至1963年，该库曾经大规模修缮，解决了库房防潮及通风的问题。1976年，该库内的档案迁入西华门新建的库房，清史馆大库此后改藏文物。 

## 延伸阅读
- 国立故宫博物院 藏，清史馆书库书籍目录（档案编号817000001-4）四册，两套，各上下两册